# Чилийские свистуны
Чилийские свистуны (лат. Telmatobufo) — род лягушек из семейства Calyptocephalellidae. Эндемики Чили (Южная Америка), где обитают в горах южных районов страны. Их ближайший родственник — шлемоголовый свистун. Эти лягушки были недавно выделены из семейства свистуновые и помещены в новое семейство, Calyptocephalellidae. Все три вида Telmatobufo, чьё положение было оценено МСОП, считаются угрожаемыми.

## Виды
Род включает четыре вида:
- Telmatobufo australis Formas, 1972
- Telmatobufo bullocki Schmidt, 1952
- Telmatobufo ignotus Cuevas, 2010
- Telmatobufo venustus (Philippi, 1899)